# Ichiki-Kushikino
Ichiki-Kushikino (いちき串木野市?) è una città giapponese della prefettura di Kagoshima.